# Resolução 192 do Conselho de Segurança das Nações Unidas
Resolução 192 do Conselho de Segurança das Nações Unidas, foi aprovada em 20 de junho de 1964, depois de um relatório do Secretário-Geral sobre a Força das Nações Unidas para Manutenção da Paz no Chipre, o Conselho reafirmou que as resoluções 186 e 187 que estendeu o período da Força essas resoluções estabelecidas por um período adicional de 3 meses, para terminar em 26 de setembro de 1964.
Foi aprovada por unanimidade.